# 360 Graus Records
A 360 Graus Records é uma gravadora musical independente, criada em 2003 por DJ Caíque no bairro de Santana, em São Paulo.

## História
A 360 Graus foi formada em 2003 porque DJ Caíque gravou uma música intitulada "360 Graus de Inspiração". O primeiro disco foi lançado em 2005, com uma mix de todos os artistas, na coletânea Simplismenteluz. Mas o primeiro trabalho oficial veio em 2006 com a produção de Caíque em Coligações Expressivas. Em 2007 o primeiro álbum solo veio a público: Nocivo Shomon com Assim que eu Sigo. Desde então, a gravadora segue em plena atividade.

## Produções Notorias
- Coligações Expressivas(2006)
- Nocivo Shomon - Assim que eu Sigo(2007)
- Doncesão - Primeiramente(2008)
- Dr. Caligari - É O Terror(2008)
- 4 Anos de NATALidade 2005-2008 Vol. 1(2008)
- 4ª Estrofe - ritmo e poesia (prod. Dj Caique)(2009)
- Projota - Carta Aos Meus (2009)
- Pizzol - 16 Anos (2009)
- 5 Anos de NATALidade 2005-2009 Vol. 2 (2009)
- Coligações Expressivas Vol. 2(2010)
- Projota - Projeção (2010)
- Terceira Safra - CD Promo (2011)
- Projota - Projeção Pra Elas (2011)
- Doncesão - Bem Vindo Ao Circo (2011)
- Rashid - Dádiva e Dívida (2011)
- Lenda ZN - Mais Vivo do que Nunca (2011)
- Ogi - Crônicas Da Cidade Cinza (2011)
- Projota - Não há lugar melhor no mundo que o nosso lugar (2011)
- Rashid (cantor) - Que Assim Seja (2012)[3]
- Projota - Muita Luz (2013)[4][5]